# Dobrinje, Tutin
Dobrinje (izvirno srbsko Добриње) je naselje v Srbiji, ki upravno spada pod Občino Tutin; slednja pa je del Raškega upravnega okraja.

## Demografija
V naselju, katerega izvirno (srbsko-cirilično) ime je Добриње, živi 89 polnoletnih prebivalcev, pri čemer je njihova povprečna starost 48,0 let (45,8 pri moških in 50,9 pri ženskah). Naselje ima 32 gospodinjstev, pri čemer je povprečno število članov na gospodinjstvo 3,16.
To naselje je, glede na rezultate popisa iz leta 2002, večinoma srbsko, a v času zadnjih treh popisov je opazno zmanjšanje števila prebivalcev.
|  |

| Demografija | Demografija     | Demografija     |
| Leto        | Št. prebivalcev | Št. prebivalcev |
| ----------- | --------------- | --------------- |
|             |                 |                 |
|             |                 |                 |
|             |                 |                 |
|             |                 |                 |
| 1948        | 468             |                 |
| 1953        | 511             |                 |
| 1961        | 560             |                 |
| 1971        | 436             |                 |
| 1981        | 300             |                 |
| 1991        | 125             | 125             |
| 2002        | 101             | 101             |
|             |                 |                 |

| Etnična sestava po popisu iz leta 2002 | Etnična sestava po popisu iz leta 2002 | Etnična sestava po popisu iz leta 2002 | Etnična sestava po popisu iz leta 2002 | Etnična sestava po popisu iz leta 2002 |
| -------------------------------------- | -------------------------------------- | -------------------------------------- | -------------------------------------- | -------------------------------------- |
| Srbi                                   | Srbi                                   |                                        | 97                                     | 96,03%                                 |
| Bošnjaki                               | Bošnjaki                               |                                        | 4                                      | 3,96%                                  |
| Neznano                                | Neznano                                |                                        | 0                                      | 0,0%                                   |